# سديم ميدوسا
سديم ميدوسا هي مجرة تتبع كوكبة التوأمان. اكتشفها جورج أوغدن آبيل في 1955.

## روابط خارجية
- سديم ميدوسا على موقع ويكي سكاي: DSS2, SDSS, GALEX, IRAS, Hydrogen α, X-Ray, Astrophoto, Sky Map, Articles and images